# Lahyn-Filmi
Lahyn-Filmi var ett finländskt filmproduktionsbolag, grundat 1923 i Åbo av Lennart Hamberg, Alvar Hamberg och Yrjö Norta. Företaget upplöstes 1933.
1929 producerade Lahyn-Filmi Finlands första ljudfilm, Äänifilmi, med Rafael Ramstedt. Filmen gjordes med så kallad playback-teknik från en grammofonskiva. 1931 utgav Lahyn-Filmi den första finska ljudfilmen med optiskt ljud och tal, Säg det på finska.